# Allensworth, Kalifornija
Allensworth je naseljeno područje za statističke svrhe u američkoj saveznoj državi Kalifornija. Prema popisu stanovništva iz 2010. u njemu je živjelo 471 stanovnika.